# L'imperfezione della vita
L'imperfezione della vita è un singolo della cantante italiana Elodie, pubblicato il 23 settembre 2016 come terzo estratto dal primo album in studio Un'altra vita.

## Descrizione
Il brano, scritto e composto da Federica Abbate e prodotto da Emma Marrone e Luca Mattioni, è stato presentato durante la finale di Amici di Maria De Filippi nella quale la cantante è arrivata seconda e successivamente il 24 settembre durante il programma televisivo Verissimo, esibendola anche alla 59ª edizione dello Zecchino d'Oro.

## Video musicale
Il videoclip è stato reso disponibile in anteprima su TV Sorrisi e Canzoni il 23 settembre 2016 e dal giorno dopo sul canale Vevo della cantante.

## Tracce
1. L'imperfezione della vita – 3:57 (Federica Abbate)